# Grande Prêmio da Catalunha de 2015 (MotoGP)
O Grande Prêmio da MotoGP da Catalunha de 2015 ocorreu em 14 de junho.

## Resultados

### Classificação MotoGP
| Pos | Piloto           | Equipe                      | Moto           | Tempo     | Pontos |
| --- | ---------------- | --------------------------- | -------------- | --------- | ------ |
| 1   | Jorge Lorenzo    | Movistar Yamaha MotoGP      | Yamaha         | 42'53.208 | 25     |
| 2   | Valentino Rossi  | Movistar Yamaha MotoGP      | Yamaha         | +0.885    | 20     |
| 3   | Dani Pedrosa     | Repsol Honda Team           | Honda          | +19.455   | 16     |
| 4   | Andrea Iannone   | Ducati Team                 | Ducati         | +24.925   | 13     |
| 5   | Bradley Smith    | Monster Yamaha Tech 3       | Yamaha         | +27.782   | 11     |
| 6   | Maverick Viñales | Team SUZUKI ECSTAR          | Suzuki         | +29.559   | 10     |
| 7   | Scott Redding    | EG 0,0 Marc VDS             | Honda          | +36.424   | 9      |
| 8   | Stefan Bradl     | Athinà Forward Racing       | Yamaha Forward | +42.103   | 8      |
| 9   | Danilo Petrucci  | Octo Pramac Racing          | Ducati         | +49.350   | 7      |
| 10  | Alvaro Bautista  | Aprilia Racing Team Gresini | Aprilia        | +52.569   | 6      |
| 11  | Jack Miller      | CWM LCR Honda               | Honda          | +53.666   | 5      |
| 12  | Eugene Laverty   | Aspar MotoGP Team           | Honda          | +55.765   | 4      |
| 13  | Loris Baz        | Athinà Forward Racing       | Yamaha Forward | +55.832   | 3      |
| 14  | Mike Di Meglio   | Avintia Racing              | Ducati         | +1'09.037 | 2      |
| 15  | Alex De Angelis  | E-Motion IodaRacing Team    | ART            | +1'25.263 | 1      |
| 16  | Hector Barbera   | Avintia Racing              | Ducati         | 1 volta   | 0      |

### Classificação Moto2
| Pos | Piloto              | Equipe                         | Moto     | Tempo     | Pontos |
| --- | ------------------- | ------------------------------ | -------- | --------- | ------ |
| 1   | Johann Zarco        | Ajo Motorsport                 | Kalex    | 41'15.487 | 25     |
| 2   | Alex Rins           | Paginas Amarillas HP 40        | Kalex    | +0.426    | 20     |
| 3   | Tito Rabat          | EG 0,0 Marc VDS                | Kalex    | +1.115    | 16     |
| 4   | Sam Lowes           | Speed Up Racing                | Speed Up | +3.914    | 13     |
| 5   | Luis Salom          | Paginas Amarillas HP 40        | Kalex    | +7.080    | 11     |
| 6   | Thomas Luthi        | Derendinger Racing Interwetten | Kalex    | +7.383    | 10     |
| 7   | Jonas Folger        | AGR Team                       | Kalex    | +8.839    | 9      |
| 8   | Franco Morbidelli   | Italtrans Racing Team          | Kalex    | +10.352   | 8      |
| 9   | Dominique Aegerter  | Technomag Racing Interwetten   | Kalex    | +10.638   | 7      |
| 10  | Lorenzo Baldassarri | Athinà Forward Racing          | Kalex    | +10.730   | 6      |
| 11  | Alex Marquez        | EG 0,0 Marc VDS                | Kalex    | +11.052   | 5      |
| 12  | Mika Kallio         | Italtrans Racing Team          | Kalex    | +16.338   | 4      |
| 13  | Simone Corsi        | Athinà Forward Racing          | Kalex    | +16.649   | 3      |
| 14  | Hafizh Syahrin      | Petronas Raceline Malaysia     | Kalex    | +19.584   | 2      |
| 15  | Julian Simon        | QMMF Racing Team               | Speed Up | +19.657   | 1      |
| 16  | Marcel Schrotter    | Tech 3                         | Tech 3   | +19.966   | 0      |
| 17  | Edgar Pons          | Paginas Amarillas HP 40        | Kalex    | +27.233   | 0      |
| 18  | Randy Krummenacher  | JIR Racing Team                | Kalex    | +30.281   | 0      |
| 19  | Azlan Shah          | IDEMITSU Honda Team Asia       | Kalex    | +30.344   | 0      |
| 20  | Takaaki Nakagami    | IDEMITSU Honda Team Asia       | Kalex    | +39.906   | 0      |
| 21  | Florian Alt         | E-Motion IodaRacing Team       | Suter    | +43.463   | 0      |
| 22  | Anthony West        | QMMF Racing Team               | Speed Up | +43.641   | 0      |
| 23  | Louis Rossi         | Tasca Racing Scuderia Moto2    | Tech 3   | +44.849   | 0      |
| 24  | Jesko Raffin        | sports-millions-EMWE-SAG       | Kalex    | +48.202   | 0      |
| 25  | Thitipong Warokorn  | APH PTT The Pizza SAG          | Kalex    | +1'01.457 | 0      |
| 26  | Ramdan Rosli        | Petronas AHM Malaysia          | Kalex    | +1'07.876 | 0      |

### Classificação Moto3
| Pos | Piloto              | Equipe                     | Moto      | Tempo     | Pontos |
| --- | ------------------- | -------------------------- | --------- | --------- | ------ |
| 1   | Danny Kent          | Leopard Racing             | Honda     | 40'59.419 | 25     |
| 2   | Enea Bastianini     | Gresini Racing Team Moto3  | Honda     | +0.035    | 20     |
| 3   | Efren Vazquez       | Leopard Racing             | Honda     | +0.600    | 16     |
| 4   | Niccolò Antonelli   | Ongetta-Rivacold           | Honda     | +0.687    | 13     |
| 5   | Miguel Oliveira     | Red Bull KTM Ajo           | KTM       | +0.827    | 11     |
| 6   | Jorge Navarro       | Estrella Galicia 0,0       | Honda     | +0.913    | 10     |
| 7   | Isaac Viñales       | Husqvarna Factory Laglisse | Husqvarna | +8.871    | 9      |
| 8   | Romano Fenati       | SKY Racing Team VR46       | KTM       | +8.917    | 8      |
| 9   | Brad Binder         | Red Bull KTM Ajo           | KTM       | +11.068   | 7      |
| 10  | Philipp Oettl       | Schedl GP Racing           | KTM       | +14.968   | 6      |
| 11  | Jorge Martin        | MAPFRE Team MAHINDRA       | Mahindra  | +16.596   | 5      |
| 12  | Andrea Locatelli    | Gresini Racing Team Moto3  | Honda     | +17.340   | 4      |
| 13  | Niklas Ajo          | RBA Racing Team            | KTM       | +19.086   | 3      |
| 14  | Fabio Quartararo    | Estrella Galicia 0,0       | Honda     | +19.320   | 2      |
| 15  | Maria Herrera       | Husqvarna Factory Laglisse | Husqvarna | +19.366   | 1      |
| 16  | Jules Danilo        | Ongetta-Rivacold           | Honda     | +22.257   | 0      |
| 17  | Alessandro Tonucci  | Outox Reset Drink Team     | Mahindra  | +23.345   | 0      |
| 18  | Alexis Masbou       | SAXOPRINT RTG              | Honda     | +26.414   | 0      |
| 19  | Livio Loi           | RW Racing GP               | Honda     | +27.080   | 0      |
| 20  | Francesco Bagnaia   | MAPFRE Team MAHINDRA       | Mahindra  | +36.956   | 0      |
| 21  | Matteo Ferrari      | San Carlo Team Italia      | Mahindra  | +37.895   | 0      |
| 22  | Tatsuki Suzuki      | CIP                        | Mahindra  | +37.946   | 0      |
| 23  | Ana Carrasco        | RBA Racing Team            | KTM       | +38.088   | 0      |
| 24  | Zulfahmi Khairuddin | Drive M7 SIC               | KTM       | +53.346   | 0      |
| 25  | Remy Gardner        | CIP                        | Mahindra  | +1'02.762 | 0      |
| 26  | Juanfran Guevara    | MAPFRE Team MAHINDRA       | Mahindra  | +1'16.487 | 0      |
| 27  | Stefano Manzi       | San Carlo Team Italia      | Mahindra  | 1 volta   | 0      |
| 28  | Andrea Migno        | SKY Racing Team VR46       | KTM       | 1 volta   | 0      |